# Soothe My Soul (singel Depeche Mode)
Soothe My Soul – drugi singel brytyjskiej grupy muzycznej Depeche Mode z trzynastego albumu studyjnego Delta Machine Utwór ten napisał Martin L. Gore.

## Teledysk
Teledysk do piosenki został udostępniony 28 marca 2013 roku za pośrednictwem serwisu VEVO. Reżyserem materiału jest Warren Fu

## Lista utworów[1]

### 2 Track Single
1. Depeche Mode – Soothe My Soul – (Radio Edit) 03:57
2. Depeche Mode – Goodbye – (Gesaffelstein Remix) 03:51

Maxi Single 12
1. Depeche Mode – Soothe My Soul – (Steve Angello vs Jacques Lu Cont Remix) 07:02
2. Depeche Mode – Soothe My Soul – (Tom Furse – The Horrors Remix) 04:55
3. Depeche Mode – Soothe My Soul – (Billy F Gibbons and Joe Hardy Remix) 05:16
4. Depeche Mode – Soothe My Soul – (Joris Delacroix Remix) 06:56
5. Depeche Mode – Soothe My Soul – (Black Asteroid Remix) 05:35
6. Depeche Mode – Soothe My Soul – (Gregor Tresher Remix) 07:08

Vinyl – (wydany 10 czerwca)
Strona a
1. Soothe My Soul (Steve Angello vs Jacques Lu Cont Remix)
2. Soothe My Soul (Matador Remix)

Strona b
1. Soothe My Soul (Destructo Remix)
2. Soothe My Soul (Gregor Tresher Remix)

## Notowania

### Media polskie
| Lista                         | Pozycja |
| ----------------------------- | ------- |
| Lista przebojów UWUEMKA       | 1       |
| Lista Przebojów Trójki        | 1       |
| Lista Przebojów Radia Merkury | 8       |